# Зодский перевал
Зодский перевал (Соткский перевал) — горный перевал в Закавказье, на границе Армении и Азербайджана, на Восточно-Севанском хребте. Перевал расположен на транспортном пути Сотк — Кельбаджар, который являлся самым коротким и удобным путём в сторону Мартакертского района непризнанной НКР. В настоящее время дорога не действует.
Соткский перевал является одной из самых перспективных местностей Армении для выработки электроэнергии посредством ветровых электростанций (ВЭС).